# Andasibe (Moramanga)

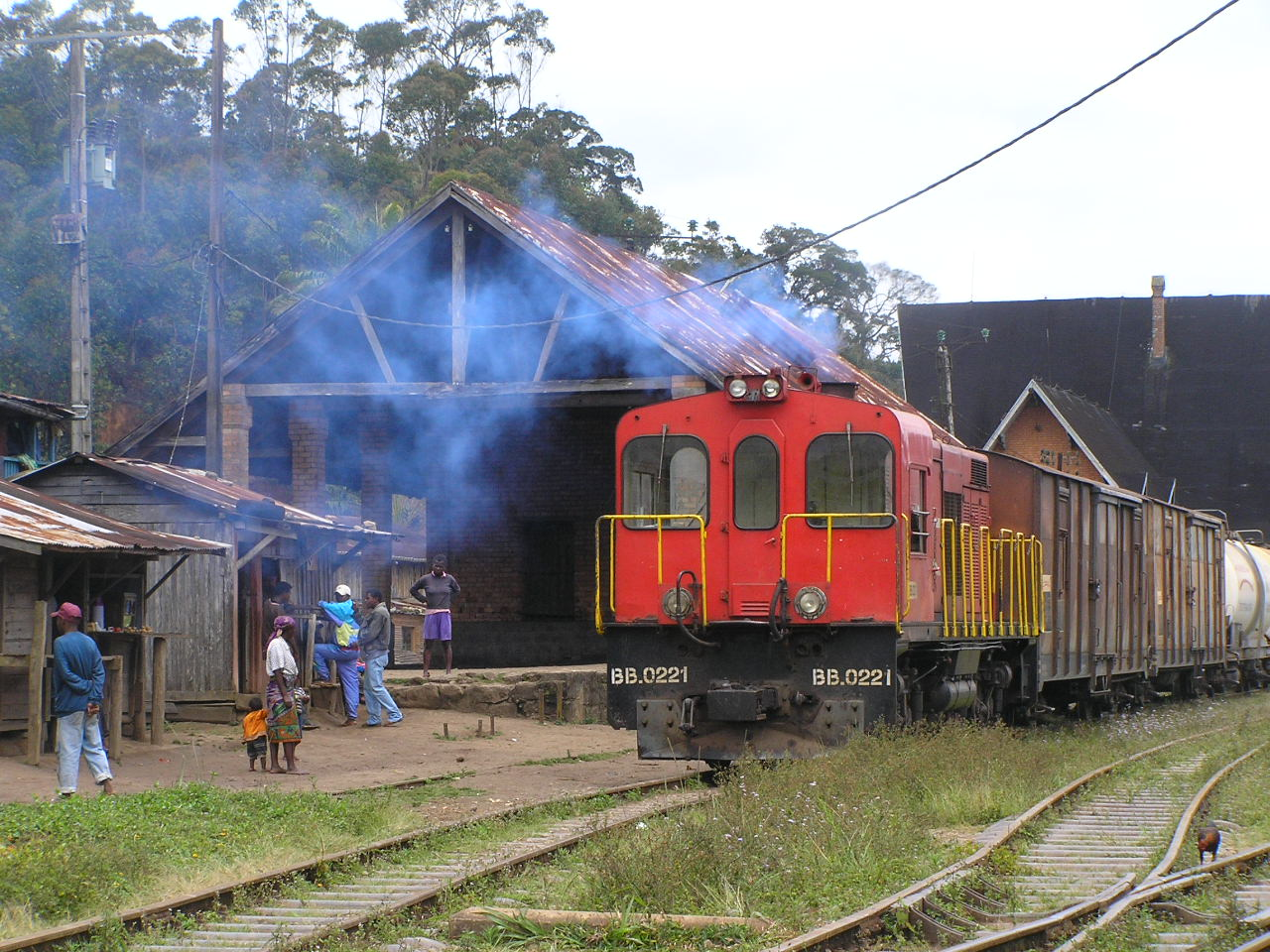
Treinstation bij Andasibe

Andasibe is een plaats en commune in het oosten van Madagaskar, behorend tot het district Moramanga, dat gelegen is in de regio Alaotra-Mangoro. Tijdens een volkstelling in 2001 telde de plaats 12.384 inwoners.
De plaats biedt naast lager onderwijs ook middelbaar onderwijs aan. Er wordt mijnbouw op industriële schaal bedreven. 60 % van de bevolking werkt als landbouwer. Het belangrijkste landbouwproduct is rijst. Andere belangrijke producten zijn maniok en zoete aardappelen. Verder is 20% actief in de dienstensector en heeft 20% een baan in de industrie.
Vlak bij de stad ligt het Nationaal park Andasibe Mantadia, een reservaat dat aanvankelijk werd gesticht voor het behoud van de Indri en een favoriete trekplaats is voor toeristen.